# François de Dinteville
François Ier de Dinteville († 29 avril 1530 à Auxerre) est un prélat français du XVIe siècle, d'abord évêque de Sisteron puis évêque d'Auxerre de 1513 à sa mort. 

## Famille
Il est le dernier fils de Claude de Jaucourt de Dinteville (~1413-1477), seigneur de Commarin en Bourgogne, d'Eschenetz, Polisy, etc. ; et de Jeanne de La Baume, fille du seigneur de Mont-Saint-Sorlin, descendante de la riche et puissante famille bressane des comtes de Montrevel.
Son père Claude a été élevé à la cour des derniers ducs de Bourgogne, puis est devenu le conseiller et surintendant des finances de Charles le Téméraire (duc de Bourgogne 1467–1477). Il est tué à l'âge de 64 ans à la bataille de Nancy (1477) avec Charles le Téméraire.
Il a quatre sœurs et neuf frères.
Deux autres de ses frères sont pourvus d'offices importants : Gaucher, le plus âgé de ces deux frères, est Maître d’Hôtel du roi et chevalier de ses ordres, puis lieutenant de la ville de Sienne pendant les guerres d'Italie et gouverneur du dauphin de France, fils de François Ier ; Jacques, le deuxième de ces deux frères, est Grand veneur de France.
"Guillaume" de Pot, évêque de Tournai, est son oncle ; Claude de Dinteville († 1506), abbé de Reigny puis de la Ferté-sur-Grosne (1470-1506) est également son frère. Claude est également cité comme abbé de la Bussière, dans l'église de laquelle il est enterré († 1507) ; un bas-relief de sa tombe, classé objet MH, est toujours visible à l'église des Trois-Vallées ou église de l'Assomption jouxtant les bâtiments de l'ancienne abbaye.
François II de Dinteville qui lui succède en 1530 comme évêque d'Auxerre, et Jean de Dinteville, le célèbre diplomate peint par Holbein (Les Ambassadeurs), sont ses neveux.
La famille tire son nom d'une terre en Champagne, possédée par les Jaucourt.

## Biographie
Après avoir étudié à Dijon et à Autun, il est envoyé à Padoue où il devient docteur en droit civil et en droit canonique. De retour en France après les guerres du duc de Bourgogne (après 1477), il trouve la faveur de l'archevêque de Rouen Georges d'Amboise, qui l'attache à sa maison et le garde quand lui-même devient cardinal et ambassadeur. Les parents de François s’entremettent pour faire connaître favorablement leur fils à Louis XII. Certains ajoutent que Claude de Dinteville son proche parent est la principale cause de la bonne fortune de François ; mais son oncle Guillaume Pot évêque de Tournai est mieux placé pour procurer des prébendes. Deux des frères de François sont déjà bien pourvus.
François Ier de Dinteville  accumule les bénéfices : cure de Ricey (diocèse de Langres), prieuré de Choisy (diocèse de Meaux), chanoine d'Autun, de Beaune et de Dijon, abbé de Châtillon-sur-Seine et abbé de Montier-en-Der (dont il est titulaire au plus tard à partir de 1507). Il reçoit l'évêché de Sisteron en 1508.
À la suite du décès de Philippe de Clèves, évêque d'Autun (1503 - † 1505), le chapitre d'Autun le demande pour prendre la suite. Mais Louis XII le prie de céder son droit à Jacques Hurault, ce qu'il fait.
En 1513 le chapitre d'Auxerre, usant pour la dernière fois du droit d'élire jusque-là attribué aux chapitres, cherche un successeur à Jean Baillet († novembre 1513). L'élection, prévue le 5 décembre suivant, est retardée jusqu'au 30 janvier pour cause d'absence de plus de vingt chanoines à la session de décembre. Dinteville est élu.
En acceptant le siège d'Auxerre, François se démet immédiatement de presque tous ses autres bénéfices ; il ne garde que l'abbaye de Montier-en-Der. Et il fait au plus vite pour arriver à Auxerre, ayant été averti que sa présence est nécessaire pour éviter le pillage des biens de l'évêché par les seigneurs locaux.

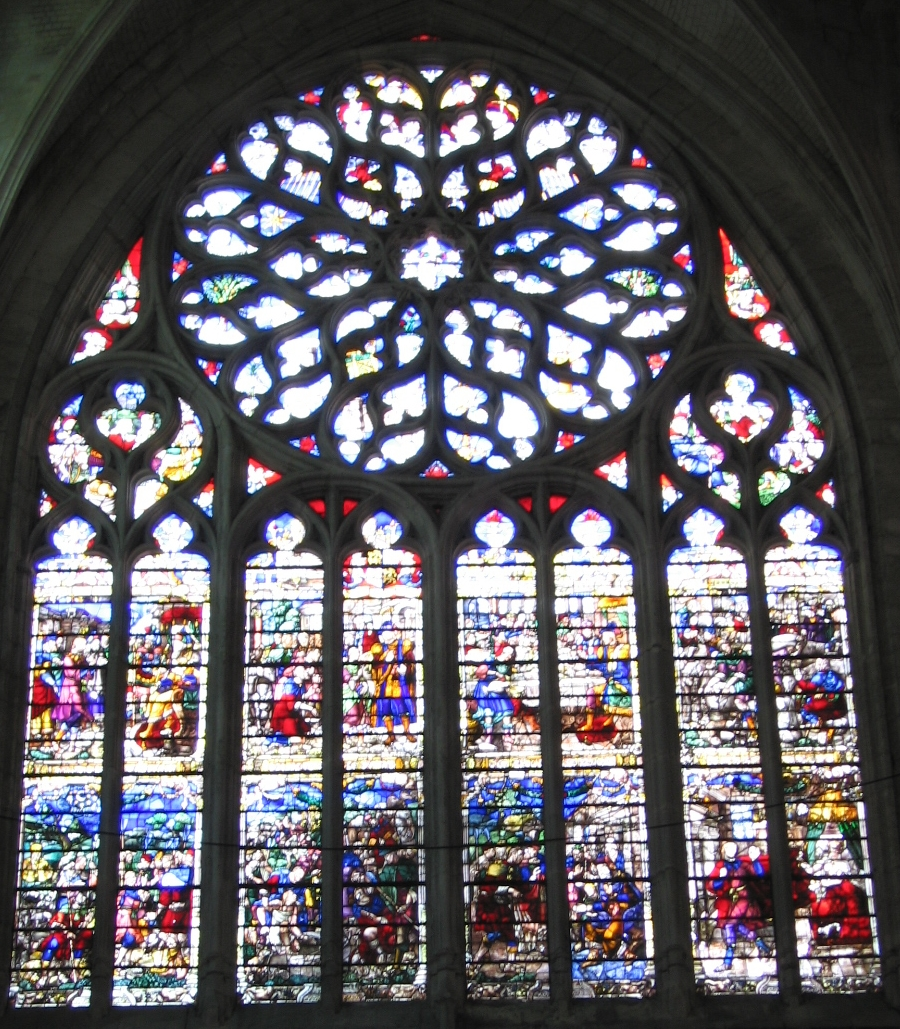
Rosace de la Vierge des Litanies du bras nord du transept de la cathédrale (réalisée par Germain Michel en 1528)

Pendant son pontificat la maison épiscopale de Varzy est réparée. Il élève une tour considérable à Regennes et rebâtit à neuf le corps du logis, avec une galerie magnifique. Il donne de riches ornements à la cathédrale d'Auxerre et y fait construire des orgues, deux énormes jubés et des verrières au portail septentrional.
En tant qu'abbé de Notre-Dame de Montier-en-Der (dans le diocèse de Châlons-sur-Marne) il fait effectuer de grosses réparations à l'abbaye, qui a été très endommagée lors de la guerre de Cent Ans puis de la guerre de succession de Bourgogne.
Comme François de Dinteville est également et successivement aumônier ordinaire de Louis XII et de François Ier, il passe trois ou quatre mois à la cour. Il passe aussi près de un an à Paris pour plaider la cause des Auxerrois pour le bailliage passé à Villefranche-le-Roi pendant le temps où les ducs de Bourgogne jouissaient du comté d'Auxerre ; il obtient en 1523 un arrêt adjugeant au bailliage d'Auxerre les terres entre l'Yonne et la Loire (Donzy, Clamecy, etc.).
Malgré ces absences, le luthéranisme ne parvient pas à pénétrer dans son diocèse.